# فخ التنين (فلم)
فخ التنين (بالتركية: Ejder Kapanı) هو فيلم جريمة وأكشن أُصدر في 2010. الفيلم من إخراج اوجور يوسيل.

## القصة
تقع أحداث الفيلم في تركيا، وإسطنبول.

## طاقم التمثيل
- اوجور يوسيل
- أزجي مولا
- حقان بوياف
- عائشة نيل شاملي أوغلو
- احمد ممتاز تايلان
- ايلكر اكسوم
- اوزان جوفين
- كنان إميرزالي أوغلو
- جيداء دوفنجي
- نجات إسلر
- بيراك توزن اتاج
- سري سورييا اوندر

## روابط خارجية
- مقالات تستعمل روابط فنية بلا صلة مع ويكي بيانات